# Rhinolophus madurensis
Rhinolophus madurensis е вид бозайник от семейство Подковоносови (Rhinolophidae). Видът е застрашен от изчезване.

## Разпространение
Разпространен е в Индонезия (Ява).